# Ramonda
Cet article concerne la chanson de Teya Dora. Pour le genre de plantes, voir Ramonda (plante).
Singles de Teya Dora
ATaMala
(2023)
Chansons représentant la Serbie au Concours Eurovision de la chanson
Samo mi se spava de Luke Black
(2023)
Ramonda est une chanson de la chanteuse  et auteure-compositrice serbe Teya Dora. Elle  a été sélectionnée pour représenter la Serbie au Concours Eurovision de la chanson 2024.

## Contexte et composition
Le 16 décembre 2023, Teya Dora annonce dans l'émission Jedan dobar dan avoir postulé pour participer à Pesma za Evroviziju '24, la sélection nationale serbe pour l'Eurovision 2024. Elle a déjà participé à Pesma za Evroviziju en tant qu'auteure-compositrice de la chanson Filarri pour l'édition 2023.Au cours du même mois, elle est confirmée comme l'une des participantes du PZE '24,. Le 25 janvier 2024,  sa chanson Ramonda sort en même temps que les autres chansons en compétition.
La chanson est composée par Lucas Jovanović et Teya Dora et les paroles sont écrites par Teya Dora et Andrijano Kadović. Elle est décrit comme une « berceuse magique » et une « balade patriotique ». 
Le sujet principal des paroles est la ramonda de Natalie, une plante portée la veille et le jour de l'armistice en Serbie et qui est un symbole de la lutte et de la victoire du peuple serbe pendant la Première Guerre mondiale, en raison de sa capacité à se ranimer même après avoir complètement séchée. La Serbie a perdu 28 % de sa population totale pendant la Première Guerre mondiale et telle la ramonda de Natalie, elle a su se ranimer. 
À propos de la chanson, Teya Dora déclare: 
« J'aimerais être comme une ramonda, qui surgit comme un phénix des pires conditions possibles. Une goutte d'eau et seulement une petite lueur d'espoir lui suffisent pour emprunter le chemin qui le mène à sa beauté et sa force originelles. Je veux que les gens interprètent eux-mêmes les paroles, comme ils l'ont fait avec mes chansons précédentes, c'est-à-dire qu'ils voient leur propre chemin à travers la métaphore que je leur ai donnée. Un chemin de courageux qui se bat jusqu'au dernier moment, qui n'abandonnera pas même s'il semble qu'il n'y a plus d'espoir ».

## Clip vidéo
La chanson s'accompagne d'un clip vidéo qui sort le 1er mars, un jour avant la finale du PZE '24. Le clip débute par la citation  « La lumière brille dans les ténèbres, et les ténèbres ne peuvent jamais l'éteindre » en anglais. Il montre ensuite Teya Dora allongée sur un rocher et suivant une lumière qui la mène vers une montagne (peut-être un symbole pour représenter la montagne Rtanj, l'habitat des ramondas de Natalie). Il se termine par une scène où des fleurs ressuscitent. 

## Pesma za Evroviziju '24
La chanson se qualifie lors de la demi-finale le 29 février 2024 puis elle remporte la finale du concours le 2 mars 2024avec 22 points (12 du jury et 10 du vote télévisé). Grâce à cette victoire, elle est ainsi sélectionnée pour représenter la Serbie au Concours Eurovision de la chanson 2024.

## À l'Eurovision
À l'Eurovision, la Serbie se produit lors de la première moitié de la première demi-finale le 9 mai 2024  à laquelle votent l'Allemagne, le Royaume-Uni et la Suède ainsi que «le reste du monde » . En cas de qualification, elle participera à la finale le 11 mai 2024 .